# Porta del Parlascio
La porta del Parlascio, a Pisa, era una delle due porte di rappresentanza (l'altra era la Porta del Leone) delle mura di Pisa, ossia quelle particolari porte cittadine attraverso le quali venivano fatte passare le persone più in vista dell'epoca. Questa, nel particolare, conduceva in modo egualmente rapido sia al centro religioso della città (Piazza del Duomo), sia al centro politico (Piazza delle Sette Vie).

## Storia e descrizione

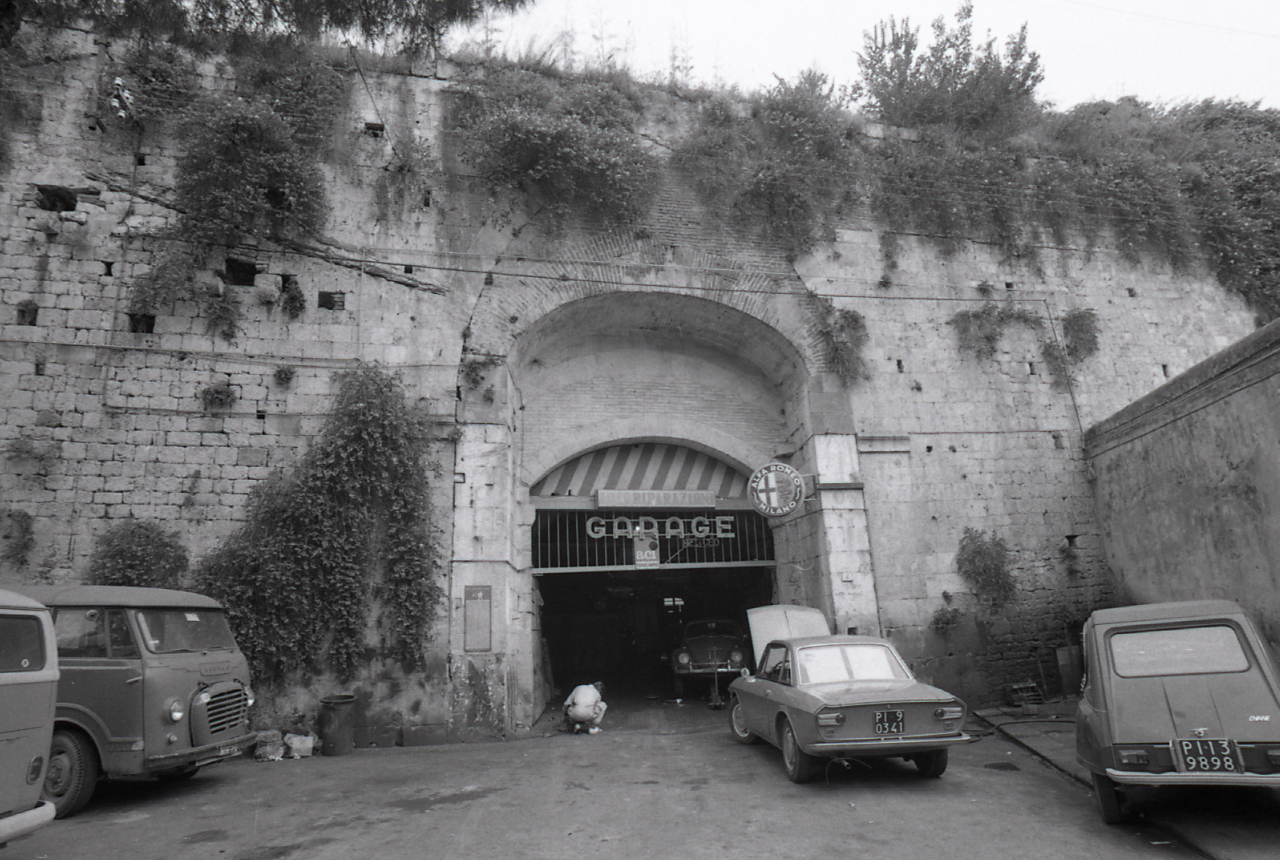
Le mura e la porta in una foto di Paolo Monti del 1975.

La porta è di origini sicuramente più antiche rispetto alle altre porte cittadine, essendo presente anche nelle mura altomedioevali e, forse, anche in epoca Romana: il nome Parlascio infatti fa ritenere che in quella zona ci fosse stato un anfiteatro, da una storpiatura del latino perilasium ("anfiteatro").
Assieme alla Porta Aurea era l'unica tra le porte della cinta muraria ad avere delle decorazioni. La sua costruzione risale al 1157 (secondo il calendario pisano) ovvero al quarto e quinto lotto della costruzione delle mura cittadine e presenta un'ampiezza del fornice di sei metri e un'altezza comparabile alle mura stesse.
Dopo l'occupazione fiorentina questa importante porta fu dapprima ridimensionata più volte e in seguito fu costruita una controporta su progetto di Filippo Brunelleschi. Nel 1543 la posta fu definitivamente chiusa costruendo un bastione pentagonale esterno, detto anch'esso "del Parlascio", realizzato nel 1543 da Giovanni D'Alessio d'Antonio detto Nanni Unghero e fu aperta una nuova porta poco distante: Porta a Lucca.
La porta si trova oggi in condizioni di abbandono, essendo chiusa dalla parte interna e ostruita dal bastione, chiuso anch'esso, dalla parte esterna.

## Galleria d'immagini

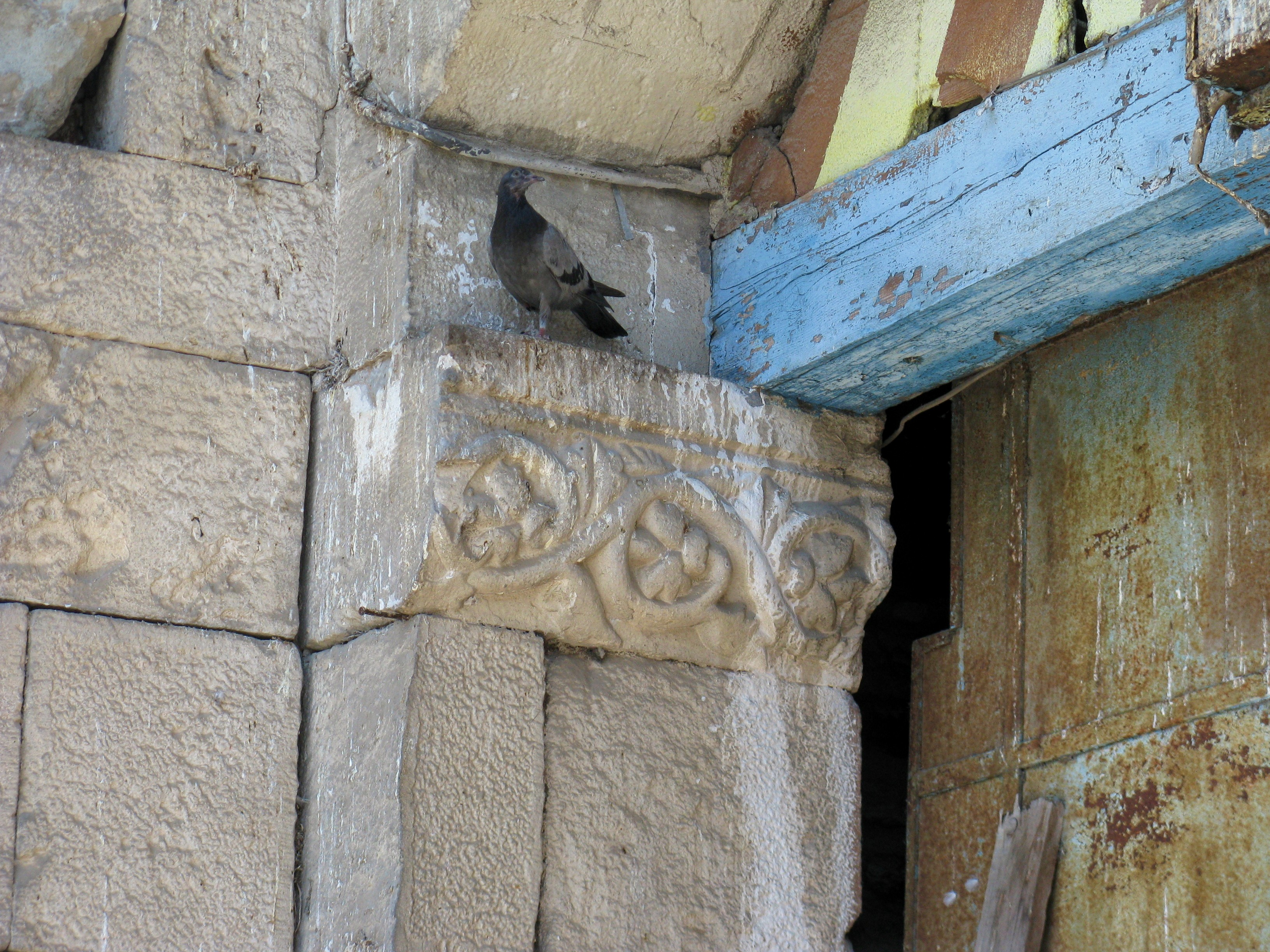
Decorazione dello stipite sinistro
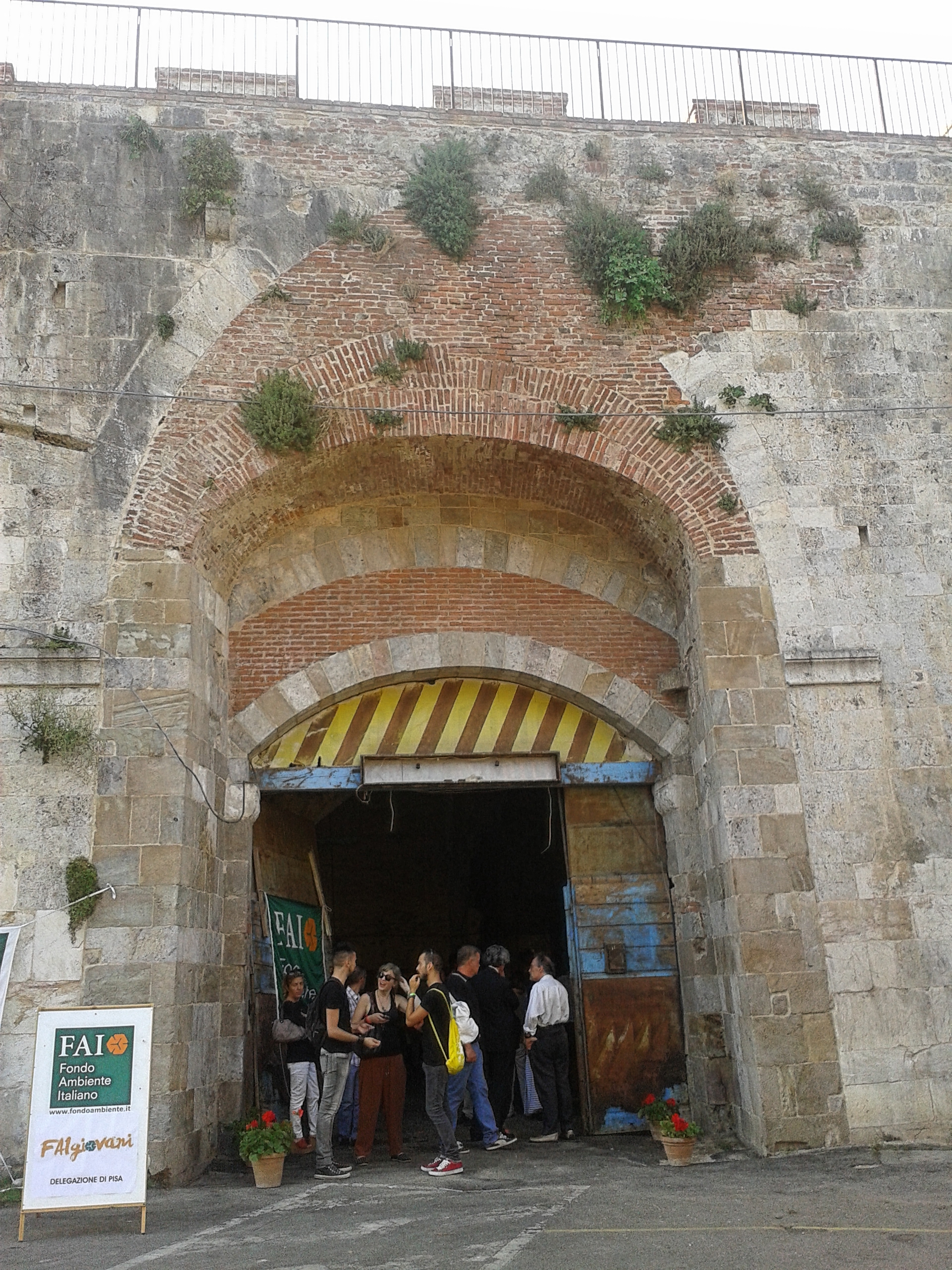
Apertura in occasione delle giornate FAI di primavera